# Vladikinita
La vladikinita o vladykinita és un mineral de la classe dels silicats. Va ser anomenada en honor de Nikolai Vassílievitx Vladikin, mineralogista rus.

## Característiques
La vladikinita és un element químic de fórmula química {\displaystyle {\ce {Na3Sr4(Fe^2+Fe^3+)Si8O24}}}. Cristal·litza en el sistema monoclínic en forma de cristalls prismàtics "puntxeguts" amb una secció transversal de forma ròmbica a pseudohexagonal que poden arribar a mesurar diversos mil·límetres. També en grups de cristalls paral·lels o radiants.

## Formació i jaciments
La vladikinita va ser descoberta a partir de mostres trobades en dos indrets diferents de Rússia:
el massís Mali Murun, situat a l'óblast d'Irkutsk, com una fase magmàtica primerenca en un dic de sienita feldespatoide de gra gruixut en un complex igni alcalí; i a Tausonitovaya Gorka, al massís de Murun (República de Sakhà). Es tracta dels únics indrets on ha estat trobada aquesta espècie mineral.